# Plaxo
Plaxo was een online adressenboekservice waar op het hoogtepunt van meer dan 20 miljoen mensen gebruik van maakten.
Met behulp van plug-ins voor bekende programma's zoals Microsoft Office Outlook, Mozilla Thunderbird en applicaties van Mac OS X, werden adresboeken continu bijgehouden. Deze synchronisatie kon ook plaatsvinden met agenda's. De onderneming was gevestigd in het Californische Mountain View en werd onder andere gefinancierd door de gerenommeerde venture capitalist Sequoia Capital.

## Plaxo Pulse
Sinds 5 augustus 2007 had Plaxo ook een sociaalnetwerkdienst genaamd Plaxo Pulse. Hiermee werden van verschillende andere virtuele gemeenschappen delen overgenomen zoals van LinkedIn en Last.fm. Ook konden gebruikers hiermee foto's van bijvoorbeeld Flickr met elkaar delen. Anders dan virtuele gemeenschappen zoals Hyves en Facebook was rechtstreeks contact tussen gebruikers niet de inzet, er werden voornamelijk sociale aspecten van andere netwerksites verzameld en geïntegreerd.

## Nederlands
Sinds medio juli 2008 was Plaxo ook in het Nederlands te bekijken.

## Dienstverlening gestopt
Per 1 januari 2018 is Plaxo gestopt.